# ITF Women’s Circuit 2009
Der ITF Women’s Circuit 2009 war nach der WTA Tour die zweithöchste Turnierserie im Damentennis.

## Turniere
Insgesamt wurden 2009 für die Tennisspielerinnen auf dem ITF Women’s Circuit mehrere hundert Turniere veranstaltet.